# 홍은희
홍은희(洪銀姬, 1980년 2월 17일 ~ )는 대한민국의 배우이다.

## 학력
- 1992년 서울목동초등학교 졸업
- 1995년 가림중학교 졸업
- 1998년 광명정보산업고등학교 졸업
- 2003년 서울예술대학 방송연예학과

## 출연작

### 드라마
- 1999년 MBC 일일연속극 《하나뿐인 당신》
- 1999년 MBC 창사특별기획 《허준》 ... 인목대비 역
- 1999년 MBC 8.15특집극 《미찌꼬》
- 1999년 MBC 일일시트콤 《남자 셋 여자 셋》 ... 이제니의 친구 홍은희 역
- 1999년 MBC 베스트극장 《길 밖에도 세상은 있어》 ... 인혜 역
- 2000년 MBC 주말연속극 《사랑은 아무나 하나》
- 2001년 MBC 창사특별기획 《상도》 ... 홍미금 역
- 2002년 MBC 미니시리즈 《내 사랑 팥쥐》 ... 은희원 역
- 2002년 SBS 드라마 스페셜 《별을 쏘다》 ... 예린 역
- 2002년 MBC 베스트극장 《4월의 이야기》
- 2003년 KBS 아침드라마 《장미 울타리》 ... 윤지선 역
- 2004년 MBC 창사특집극 《우리가 물이 되어》 ... 소연 역
- 2005년 KBS TV소설 《바람꽃》 ... 김영실/신순님 역
- 2005년 SBS 금요드라마 《다이아몬드의 눈물》 ... 진가희 역
- 2007년 SBS 주말극장 《황금신부》 ... 강원미 역
- 2008년 MBC 아침드라마 《흔들리지마》 ... 이수현 역
- 2009년 MBC 일일연속극 《살맛 납니다》 ... 홍경수 역
- 2012년 KBS2 주말연속극 《넝쿨째 굴러온 당신》 ... 여배우 역 (특별출연)
- 2012년 KBS 대하사극 《대왕의 꿈》 ... 선덕여왕 역[1]
- 2016년 MBC 일일특별기획 《워킹 맘 육아 대디》 ... 이미소 역
- 2017년 tvN 단막극 《tvN 드라마 스테이지 - 박대리의 은밀한 사생활》
- 2018년 MBC 월화드라마 《나쁜 형사》 ... 김해준 역
- 2021년 KBS 주말드라마 《오케이 광자매》 ... 이광남/홍광남 역
- 2022년 SBS 월화드라마 《우리는 오늘부터》 ... 오은란 역

### 영화
- 《무서운 이야기 3: 화성에서 온 소녀》 (2016년) - 예선 역

### 뮤지컬
- 2008년 《클로져》

### 예능/교양
- 2005년 KBS 《이홍렬 홍은희의 여유만만》 MC
- 2008년 MBC 에브리원 《삼색녀 토크쇼》 MC
- 2010년 MBC 《여자가 세상을 바꾼다 - 원더우먼》 MC
- 2010년 MBC 《기분 좋은 날》 MC
- 2010년 MBC 《무릎팍 도사》
- 2013년 tvN 《현장 토크쇼 택시》 MC
- 2013년 SBS 《화신: 마음을 지배하는 자》
- 2014년 MBC 《일밤 - 진짜 사나이 여군특집》
- 2014년 JTBC 《학교 다녀오겠습니다》
- 2014년 SBS 《힐링캠프》
- 2014년 스토리온 《맘토닥톡》
- 2022년 TV조선 《골프왕 3》 게스트

### 라디오 프로그램(진행, 출연)
- 2010년 MBC FM4U 《홍은희의 음악동네》
- 2015년 EBS FM 《EBS 책 읽는 라디오 낭독 시리즈》

### M/V
- 2002년 프로젝트 X

## 광고
- 아시아나항공
- 롯데하이마트
- 일동제약 (아로나민골드, 비오비타, 아로나민씨플러스 등)
- 일동후디스 트루맘 뉴클래스퀸
- 까르뜨
- 엘레강스스포츠
- 한돈닷컴
- Hy 키성장솔루션 업
- NS홈쇼핑 우린 가족입니다 편
- 동국제약 인사돌 플러스

## 수상 및 후보
| 연도 | 시상식                         | 부문                                 | 작품              | 결과 |
| ---- | ------------------------------ | ------------------------------------ | ----------------- | ---- |
| 2008 | MBC 연기대상                   | 연속극부문 황금연기상                | 흔들리지마        | 수상 |
| 2013 | KBS 연기대상                   | 장편드라마부문 여자 우수연기상       | 대왕의 꿈         | 후보 |
| 2016 | 제5회 아시아태평양 스타 어워즈 | 장편드라마부문 여자 우수연기상       | 워킹 맘 육아 대디 | 후보 |
| 2016 | MBC 연기대상                   | 연속극부문 여자 최우수연기상         | 워킹 맘 육아 대디 | 후보 |
| 2021 | KBS 연기대상                   | 장편드라마부문 여자 우수상           | 오케이 광자매     | 수상 |
| 2022 | SBS 연기대상                   | 미니시리즈 코미디/로맨스 여자 조연상 | 우리는 오늘부터   | 후보 |

## 참고 사항
- 동갑내기인 김소연과 절친이다.
- 유준상과 결혼할 때 대형 태극기를 걸고 결혼식을 올렸으며 결혼 날짜도 3월 1일이다. 신혼여행도 상하이 임시정부로 떠났다.
- KBS 1TV 대하드라마 《대왕의 꿈》에서 갑작스런 교통사고로 하차한 박주미 대신 선덕여왕 덕만 역으로 투입됐다.[2]
- KBS 2TV 《여유만만》 MC 자리에 박주미의 후임으로 합류하였다. 당초 김성령이 낙점됐으나[3] 앞시간에 편성된 KBS 2TV 아침드라마 《걱정하지마》에 캐스팅되어 고사했다.
- 홍은희의 뒤를 이어 MBC 《기분 좋은 날》 후임으로 발탁된[4] 김성경 전 아나운서는 홍은희에 앞서 《여유만만》 여자 MC로 발탁될 뻔한 김성령의 친동생[5]이다.